# Liste der Monuments historiques in Le Cannet
Die Liste der Monuments historiques in Le Cannet führt die Monuments historiques in der französischen Gemeinde Le Cannet auf.

## Liste der Bauwerke
| Bezeichnung                  | Beschreibung              | Standort                   | Kennzeichnung | Schutzstatus | Datum | Bild           |
| ---------------------------- | ------------------------- | -------------------------- | ------------- | ------------ | ----- | -------------- |
| Villa Le Bosquet             |                           | 29, avenue Victoria (Lage) | PA00080700    | Classé       | 2007  | weitere Bilder |
| Kirche Ste-Catherine         |                           | (Lage)                     | PA00080698    | Inscrit      | 1926  | weitere Bilder |
| Kapelle Notre-Dame-des-Anges | Erbaut im 13. Jahrhundert | (Lage)                     | PA00080697    | Inscrit      | 1941  | weitere Bilder |
| Tour des Danys               | Erbaut im 13. Jahrhundert | (Lage)                     | PA00080699    | Inscrit      | 1941  | weitere Bilder |